# Музичка фигура
Музичка фигура је форма која се у музичком делу много пута понавља, уз то задржавајући приближно исти облик или макар исти распон између првог и последњег или највишег и најнижег тона. Најчешће се срећу у споредним гласовима или у експлицитној улози давања хармонијске или ритмичке подлоге делу. Хармонијска подлога се ствара тако што се неки акорд раздвоји на тонове и једнолично ритмизује, док су ритмичке фигуре најизраженије код игара нпр. полонезе или танго.